# Nives Orešnik
Nives Orešnik, slovenska osebna trenerka, podjetnica, model in udeleženka lepotnih tekmovanj, * 13. avgust 1991
Leta 2012 je kot študentka slikarstva in model iz Maribora postala Miss Slovenije. O tem naslovu je najprej povedala, da ji je omogočil vstop v medijski prostor ter prinesel večjo prepoznavnost in več ponudb doma, kasneje pa, da kot model v Sloveniji zaradi finančne krize ne moreš veliko pričakovati ter da se je morala znajti sama. Povedala je tudi, da se je lepotnim tekmovanjem iztekel čas.
Eno leto pred zmago je sodelovala v akciji spletnega portala Zadovoljna.si in takrat je povedala, da si želi biti znana. Bila je ena od modelov, ki so s košarkarji Uniona Olimpije posneli dobrodelni koledar za leto 2013. Nominirali so jo za naziv femme fatale 2019.
Slikarstvo je označila za drag in časovno zahteven šport.
Ima podjetje Fit Life, s sestro Majo pa še Športni klub Tina in Nives.

## Kariera

### Lepotna tekmovanja
Leta 2011 je zmagala na izboru za miss Casino Bled za vstop v finale izbora miss Earth Slovenije 2012.

### Manekenstvo
Začela je kot model v reklami nekega frizerja. Hodila je na kastinge, saj si zaradi zahtevnosti študija na ALUO študentskega dela ni mogla privoščiti.
Pojavila se je v slovenski izdaji Playboya kot sanjsko dekle, v oglasih Kopitarne Sevnica za copate oblikovalke Maje Štamol Droljc, v kampanji za modno kolekcijo Alpine, v katalogu DM Look 2013 podjetja Drogerie Markt in v promocijskem članku salona Perfect Body.

### Šport
Trenirala je gimnastiko, ples in atletiko. Je vaditeljica za skupinsko vadbo in fitnes. Za pridobitev licenc je porabila veliko časa in denarja.
Je promotorka izdelkov za telovadbo in zdravo življenje, med drugim je bila je v oglasih Studia Moderna za telovadno napravo Vibroshaper in masažno podlogo, na predstavitvi mislijev podjetja Manner, na otvoritvi fitnes studia Polleo Sport v Ljubljani in v oglasu za Herbal glamping resort v Ljubnem.

### Glasba
Bila je članica srednješolske dekliške punkovske skupine Peppermint. S sestro Majo je bila v skupini Bejbe pevke Anje Baš.

## Zasebno
Visoka je 173 centimetrov. Všeč ji je glasba skupine Kelly Family.